# Obchody 1050-lecia chrztu Polski

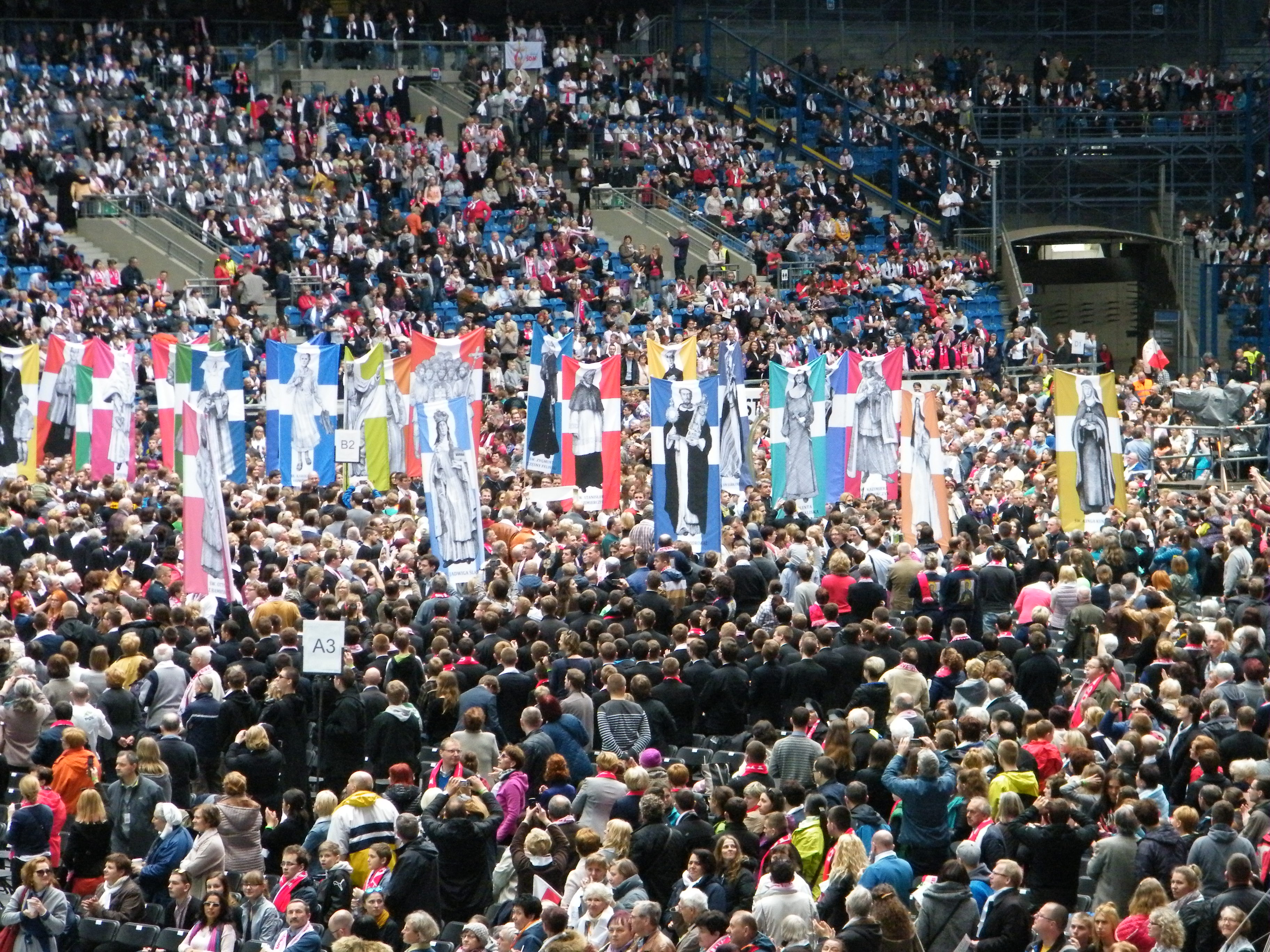
Obchody 1050-lecia chrztu Polski: procesja z wizerunkami polskich świętych podczas wielbienia przed mszą św. na stadionie w Poznaniu

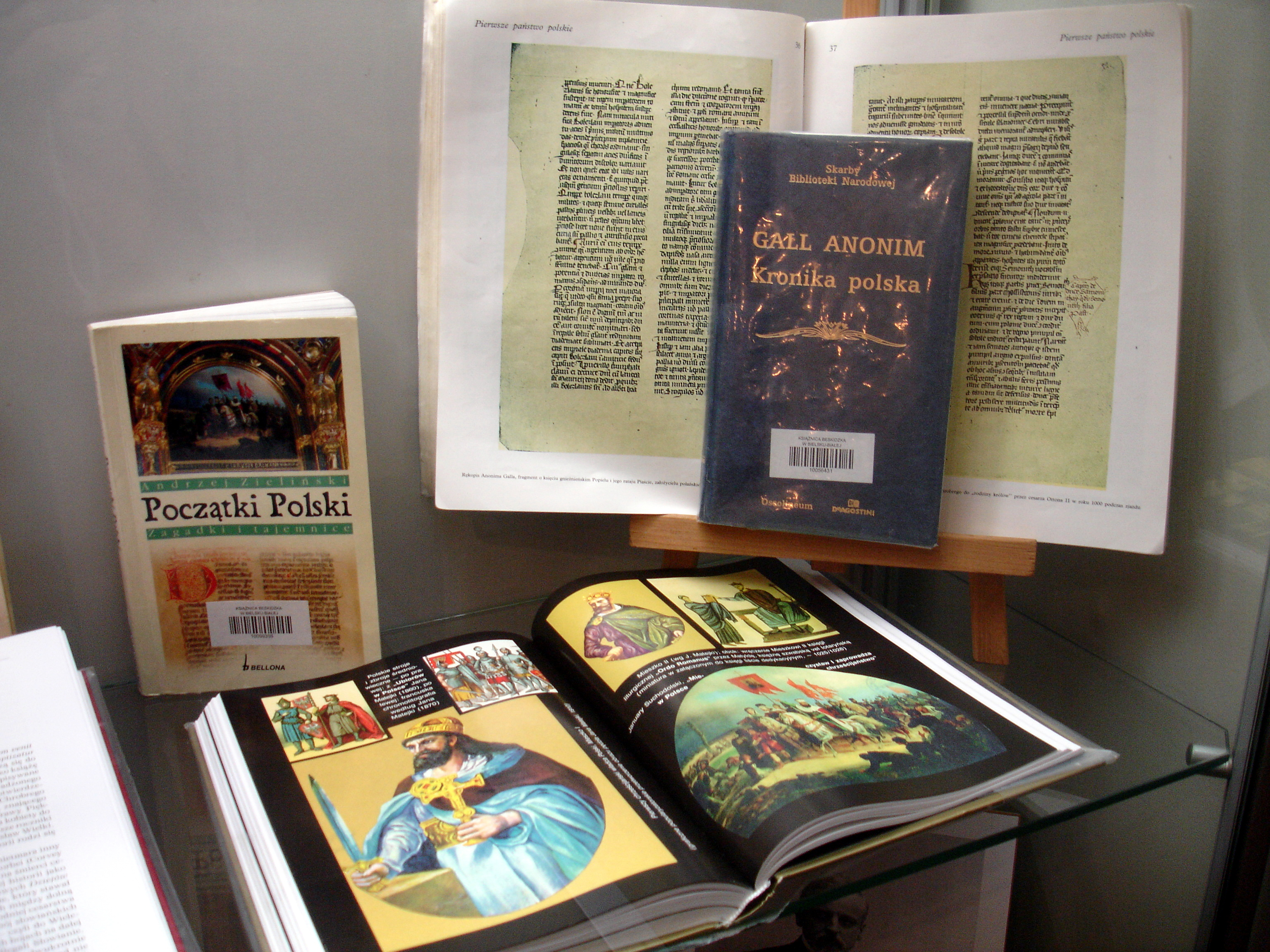
Okolicznościowa wystawa w Książnicy Beskidzkiej (2016)

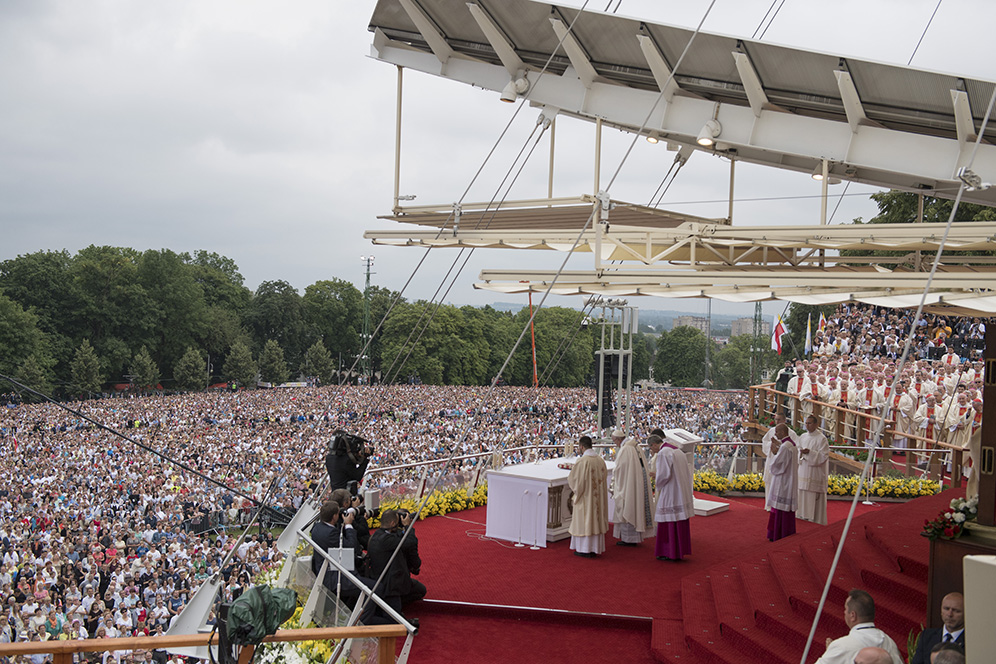
Papież Franciszek podczas uroczystej eucharystii na Jasnej Górze z okazji 1050-lecia chrztu Polski

Obchody 1050-lecia chrztu Polski – wydarzenia o charakterze państwowo-religijnym, obchodzone w 2016 r. związane z 1050. rocznicą chrztu Polski. W związku ze splotem ze Światowymi Dniami Młodzieży miała miejsce również wizyta papieża Franciszka w miastach-gospodarzach obchodów. Przedstawiciele archidiecezji poznańskiej wyrazili nadzieję, że „w przeciwieństwie do obchodów Millennium w 1966 roku, rocznica 1050-lecia będzie obchodzona w harmonijnej współpracy Kościoła i państwa”.

## Przygotowania
W styczniu 2012 r. archidiecezja poznańska wystosowała zaproszenie przyjazdu do Polski do papieża Benedykta XVI. 23 kwietnia 2012 r. pod przewodnictwem arcybiskupa poznańskiego Stanisława Gądeckiego zawiązał się komitet organizacyjny obchodów. W 2013 r., tuż po wyborze na Stolicę Piotrową, do odwiedzenia Polski został zaproszony papież Franciszek. W ramach przygotowań powstał ogólnopolski program duszpasterski Od wiary i chrztu do świadectwa, który miał być realizowany w latach 2013–2017.

## Obchody
Obchody 1050. rocznicy chrztu rozpoczęły się w Pierwszej Stolicy Polski od uroczystej Mszy Świętej w Katedrze Gnieźnieńskiej. W obchodach uczestniczył cały episkopat, Prezydent RP wraz z rządem.
27 kwietnia 2014 r. obchody zainaugurował zorganizowany w Poznaniu koncert Plácido Domingo „Tu zaczęła się Polska”.
Zarówno uchwałą Sejmu RP z 22 grudnia 2015, jak i uchwałą Senatu RP z 30 stycznia 2016, rok 2016 został ustanowiony Rokiem Jubileuszu 1050-lecia Chrztu Polski.
Główne obchody ogólnopolskie w 2016 r. odbyły się 14 kwietnia w Gnieźnie (msza w katedrze), a w Poznaniu 15 kwietnia (obrady Zgromadzenia Narodowego wraz z orędziem prezydenta Andrzeja Dudy w Sali Ziemi MTP, procesja z fary, msza w katedrze) oraz 16 kwietnia (wielbienie oraz msza św. na stadionie z udziałem tysięcy wolontariuszy, m.in. 1050 chórzystów, orkiestry, kompozytorów i dyrygentów, m.in. Aleksandra Grefa, Ewy Sykulskiej, Karoliny Piotrowskiej-Sobczak, Huberta Kowalskiego i Katarzyny Stroińskiej-Sierant, a także solistów, m.in. Leopolda Twardowskiego i Kingi Kielich oraz zespołów, np. Arka Noego i Siewcy Lednicy, zaś wieczorem musical Jesus Christ Superstar).
Hasłem obchodów było „Gdzie chrzest, tam nadzieja” i z tej okazji Leopold Twardowski skomponował hymn pod tym tytułem do słów Heleny Abbe.
28 lipca 2016 r., w związku z obchodami 1050-lecia chrztu Polski, papież Franciszek podczas swojej podróży apostolskiej do Polski odprawił uroczystą eucharystię z biskupami z całego świata na błoniach jasnogórskich w Częstochowie.
Z okazji 1050-lecia chrztu Polski ukazała się w 2016 r. limitowana edycja V wydania Biblii Tysiąclecia w nakładzie 1050 numerowanych egzemplarzy. Edycja ta zawierała dodatkowo list abp. Stanisława Gądeckiego z okazji wydania tej limitowanej wersji oraz okolicznościową stronę z numerem danego egzemplarza ozdobioną reprodukcją obrazu Jana Matejki - Zaprowadzenie chrześcijaństwa. Na jej odwrocie znajdowało się logo obchodów oraz napis 966-2016. Nieznacznie od regularnych wydań różniła się także okładka - zawierała stylizowany napis 1050 rocznica chrztu Polski w kolorze biało-czerwonym oraz logo uroczystości rocznicowych. Egzemplarze posiadały także numerowane od wewnątrz tekturowe etui ozdobione reprodukcją wspomnianego obrazu. W czasie oficjalnych uroczystości rocznicowych egzemplarz oznaczony numerem "1" otrzymał prezydent RP Andrzej Duda, numerem "966" prymas Polski abp. Wojciech Polak, a numerem "1050" przewodniczący Konferencji Episkopatu Polski i metropolita poznański abp. Stanisław Gądecki. Egzemplarze otrzymali także marszałek Sejmu Marek Kuchciński, marszałek Senatu Stanisław Karczewski oraz wybrani duchowni, a część nakładu trafiła do sprzedaży.

## Kontrowersje
W związku z obchodami 9 września odbyły się dodatkowe uroczystości związane z rocznicą chrztu, w tym m.in. msza święta na górze Ślęża, co wywołało sprzeciw ze strony polskich rodzimowierców słowiańskich. Zorganizowali oni spotkanie o charakterze pokojowego protestu podczas uroczystości na Ślęży, w trakcie którego prezentowali rodzimowierczą symbolikę oraz baner przypominający o niechrześcijańskim znaczeniu góry, a także wskazywali na przedchrześcijańską historię góry jako miejsca kultu pogańskiego, brak jego związków z chrztem Mieszka I oraz niestosowność organizacji katolickich obrzędów w takim miejscu. Swój formalny sprzeciw wyraziły także Rodzimy Kościół Polski oraz Konfederacja Rodzimowiercza, publikując odpowiednie oświadczenia.